# Бенвенути, Лео
Леонардо Бенвенути (итал. Leonardo Benvenuti, или Лео Бенвенути (итал. Leo Benvenuti; 8 сентября 1923 — 3 ноября 2000) — итальянский сценарист.

## Биография
Много сотрудничал с Пьеро де Бернарди.
Начиная с фильма Суперфантоцци написал сценарии для нескольких фильмов вместе со своим постоянным сосценаристом Пьеро де Бернарди, а также совместно c Алессандро Бенчивени и Доменико Саверни. Сценарии, написанные Лео Бенвенути, экранизировались многими известными режиссёрами: Марио Моничелли, Лучано Сальче, Нери Паренти, Стено, Жюльеном Дювивье, Серджо Леоне. В этих фильмах снимались такие известные актёры, как Фернандель, Паоло Виладжио, Альберто Сорди, Энрико Монтесано, Ренато Подзетто, Адриано Челентано, Клаудия Кардинале и даже Дастин Хоффман.

## Сценарии
- 1951 — Наполеон
- 1953 — Джузеппе Верди
- 1953 — Пуччини
- 1953 — Я всегда любил тебя!
- 1954 — Симфония любви
- 1954 — Сто лет любви
- 1955 — Большая драка дона Камилло
- 1955 — Друзья для жизни
- 1957 — Гвиндалина
- 1957 — Отцы и дети
- 1958 — Калипсо
- 1958 — Первая любовь
- 1961 — Девушка с чемоданом
- 1961 — Дон Камилло, монсеньор
- 1961 — Как хорошо жить
- 1963 — Бурное море
- 1964 — Брак по-итальянски
- 1964 — Антисекс
- 1965 — Дон Камилло в России
- 1965 — Комплексы
- 1965 — Солдатессы (Солдатки)
- 1968 — Серафино
- 1972 — Альфредо, Альфредо
- 1972 — Мы назовём его Андреа
- 1974 — Наведу порядок в Америке и вернусь
- 1974 — Фантоцци
- 1974 — Пока есть война, есть надежда (Торговцы смертью)
- 1975 — Мои друзья
- 1976 — Второй трагический Фантоцци
- 1978 — Синьорины и синьоры, спокойной ночи
- 1979 — Доктор Джекил и милая дама
- 1980 — Фантоцци против всех
- 1980 — Хозяйка гостиницы
- 1982 — Мои друзья 2
- 1983 — Фантоцци страдает снова
- 1984 — Однажды в Америке
- 1985 — Мои друзья 3
- 1986 — Суперфантоцци
- 1987 — Я и моя сестра
- 1988 — Фантоцци уходит на пенсию
- 1988 — Хитрец
- 1990 — Забавные истории
- 1990 — Фантоцци берёт реванш
- 1991 — Копы (Полицейские)
- 1992 — Волк! Волк!
- 1992 — Забавные истории 2
- 1992 — Рикки и Барабба
- 1992 — Чао, профессор
- 1993 — Каин и Каин
- 1993 — Фантоцци в раю
- 1994 — Дорогие проклятые
- 1994 — Забавные истории 3
- 1998 — Последняя остановка

## Автор диалогов
- 1957 — Кемпинг (Лагерь)
- 1966 — Я, я, я… и другие